# HMAS Burdekin (K376)
HMAS Burdekin (K376) je fregata razreda river, ki je bila poimenovana po reki Burdekin (Queensland).

## Zgodovina
Gradnja se je začela 21. oktobra 1942 v ladjedelnici Walkers Limited (Maryborough, Queensland); splovljena je bila 30. junija 1943 in 27. junija 1944 sprejeta v uporabo.
8. septembra 1945 je generalmajor Milford, GOC 7. avstralska divizija na njenem krovu sprejel vdajo japonskih sil na Borneu.
18. aprila 1946 je bila vzeta iz aktivne uporabe in dana v rezervo ter 9. novembra 1960 predlagana za odpis. 21. septembra 1961 je bila prodana kot staro železo predelovalnici Tolo Mining and Smelting Company Limited (Hongkong).